# Villa Bernadotte
Villa Bernadotte eller Haus Bernadotte, belägen på Katzensteg 2 i Neuglobsow i Brandenburg i Tyskland, är en större villa som skänktes till prins Sigvard Bernadotte och hans första hustru Erica Patzek av svärfadern Anton Patzek i samband med vigseln 1934. Villan uppfördes ursprungligen av en ryttmästare Michaelis i fackverksstil och kom senare att förvärvas av Berlinentreprenören Anton Patzek i början av 1930-talet, då han också lät bygga om villan till dess huvudsakliga nuvarande utseende. Här tog paret Bernadotte emot gäster från Berlins societets- och kulturliv, bland andra Zarah Leander och Heinz Rühmann. Villan är idag kulturminnesmärkt och har utvändigt restaurerats till den ursprungliga vita fasadfärgen samt är invändigt ombyggd till flerbostadshus.